# Veniamin (Zaryckyj)
Veniamin (světským jménem: Volodymyr Mykolajovyč Zaryckyj; 12. září 1953 Stodulci – 6. září 2023) byl ukrajinský duchovní Ruské pravoslavné církve a metropolita orenburský a saraktašský.

## Život
Narodil se 12. září 1953 ve vesnici Stodulci ve Vinnycké oblasti.
Roku 1970 dokončil střední školu ve vesnici Luka-Barska. Dne 5. května 1973 vstoupil do Trojicko-sergijevské lávry a stejného roku se 12. září stal hypodiakonem biskupa rjazaňského Simona (Novikova). Od roku 1974 byl čtecem v chrámu Zesnutí přesvaté Bohorodice v Kiněšmě.
Dne 30. března 1975 byl arcibiskupem ivanovským a kiněšemským Iovem (Kresovyčem) rukopoložen na diákona a 6. dubna na jereje. Začal sloužit v katedrálním chrámu Proměnění Páně v Ivanovu. Poté byl ustanoven představeným chrámu Ikony Matky Boží Znamení ve vesnici Krasnoje v Palechském rajónu Ivanovské oblasti.
Dne 27. května 1977 byl archimandritou Amvrosijem (Ščurovem) postřižen na monacha s mnišským jménem Veniamin na počest svatého Benjamina Pečerského.
Dne 16. prosince 1977 byl přijat do kléru orelské eparchie a byl jmenován představeným chrámu Narození Krista v Bolchově. Od 3. října 1978 byl představeným chrámu svatého Mikuláše v sídle Kromy.
Dne 25. března 1982 byl povýšen na igumena.
Roku 1985 dokončil studium na Moskevském duchovním semináři. O dva roky později byl jmenován sekretářem eparchiální správy orelské eparchie a 6. června 1987 byl povýšen na archimandritu. Dne 7. července byl ustanoven představeným katedrálního chrámu svatého Nikity v Orelu.
Od 1. ledna 1989 působil jako ekonom-stavitel monastýru svatého Jana Bohoslova ve vesnici Poščupovo a 11. prosince 1990 byl převeden do služby Nikolo-Ugrešského monastýru, kde se 12. června 1992 stal představeným.
V letech 1999–2010 byl rektorem Nikolo-Ugrešského duchovního semináře.
Roku 2002 dokončil studium na Moskevské duchovní akademii, kde obhájil svou diplomovou práci na téma „Život a dílo metropolity moskevského a kolomenského Makaria (Něvského).“
Dne 7. března 2003 jej Svatý synod zvolil biskupem ljubereckým a vikářem moskevské eparchie. Dne 13. srpna byl v chrámu Všech svatých monastýru Danilov oficiálně jmenován biskupem a o den později proběhla v chrámu Krista Spasitele v Moskvě jeho biskupská chirotonie. Světiteli byli patriarcha moskevský Alexij II., metropolita krutický a kolomenský Juvenalij (Pojarkov), metropolita voroněžský a borisoglebský Sergij (Fomin), arcibiskup tverský a kašinský Viktor (Olijnyk), arcibiskup istrijský Arsenij (Jepifanov), arcibiskup rjazaňský a kasimovský Pavel (Ponomarjov), arcibiskup verejský Jevgenij (Rešetnikov), arcibiskup jaroslavský a rostovský Kirill (Nakoněčnyj), biskup orechovo-zujevský Alexij (Frolov), biskup krasnogorský Sava (Volkov), biskup bakuský a prikaspijský Alexander (Iščein), biskup dmitrovský Alexandr (Agrikov), biskup sergijevo-posadský Feognost (Guzikov) a biskup permský a solikamský Irinarch (Grezin).
Dne 31. května 2010 byl Svatým synodem ustanoven biskupem penzenským a kuzněckým.
Dne 6. října 2010 byl jmenován rektorem Penzenského duchovního semináře.
Dne 27. prosince 2011 byl Svatým synodem potvrzen ve funkci představeného Nižnělomovského Kazaňského Bogorodického monastýru ve vesnici Norovka.
Dne 26. července 2012 mu byl Svatým synodem změněn titul na penzenský a nižnělomovský a byl zároveň jmenován hlavou nově vzniklé penzenské metropole.
Od července 2012 do srpna 2013 byl dočasným správcem serdobské eparchie.
Dne 1. srpna 2012 byl povýšen na metropolitu.
Dne 25. prosince 2013 byl ustanoven metropolitou rjazaňským a michajlovským.
Dne 19. března 2014 byl potvrzen ve funkci představeného monastýru Svaté Trojice v Rjazani.
Dne 30. května 2014 byl jmenován dočasným správcem skopinské eparchie a byl osvobozen od funkce rektora Penzenského duchovního semináře.
Dne 22. října 2015 byl ustanoven metropolitou orenburským a saraktašským, hlavou orenburské metropole.
Dne 4. května 2017 byl Svatým synodem potvrzen ve funkci představeného Dimitrijevského monastýru v Orenburgu.
Od prosince 2017 do března 2018 byl rektorem Orenburského duchovního semináře.
Zemřel 6. září 2023, pohřben byl v Nikolo-ugrešském monastýru.